# Col·lagen, tipus XI, alfa 1
El col·lagen tipus XI, alfa 1 és una proteïna que en els humans és codificada pel gen COL11A1.
Aquest gen codifica una de les dues cadenes alfa del col·lagen de tipus XI, un col·lagen fibril·lar menor. El col·lagen de tipus XI és un heterotrímer però la tercera cadena alfa és una cadena alfa 1 tipus II post-traduccional. Les mutacions en aquest gen estan associades amb la síndrome de Stickler tipus II i la síndrome de Marshall. S'han identificat tres variants del transcrit codificant tres isoformes per a aquest gen.